# Палиград
Палиград (на македонска литературна норма: Палиград; на албански: Paligradi) е село в община Зелениково на Северна Македония.

## География
Селото е разположено в областта Торбешия в южното подножие на планината Китка.

## История
В XIX век Палиград е село в Скопска каза на Османската империя. Според статистиката на Васил Кънчов („Македония. Етнография и статистика“) от 1900 година Палиградъ е населявано от 230 жители арнаути мохамедани.
След Междусъюзническата война в 1913 година селото попада в Сърбия.
На етническата си карта от 1927 година Леонард Шулце Йена показва Палиград (Paligrad) като албанско село.
На етническата си карта на Северозападна Македония в 1929 година Афанасий Селишчев отбелязва Палиград като албанско село.
Според преброяването от 2002 година селото има 303 жители – 302 албанци и 1 бошняк.